# Кіщук Володимир Юрійович
Володимир Юрійович Кіщук (нар. 22 лютого 1956, Запорізька область, Українська РСР — пом. 18 лютого 2014, Київ, Україна) — громадський активіст, учасник Євромайдану, Герой Небесної Сотні. Герой України.

## Життєпис
Володимир Кіщук народився 22 лютого 1956 року у селі Новгород Розівського району Запорізької області у родині колишніх політв'язнів, репресованих радянською владою.
Невдовзі після його народження родина переїхала на батьківщину матері у селище міського типу Димер Вишгородського району Київської області. Жили дуже бідно, тому деякий час виховувався у дитячому будинку.
У 1964 році пішов до другого класу Димерської восьмирічної школи. Закінчивши вісім класів, вступив до Київського СПТУ, де здобув професію зварювальника.
Служив у лавах радянської армії у Білорусі, в танкових військах.
Володимир Кіщук проживав в Димері Київської області.
За словами племінниці, був патріотом України, часто відвозив на Майдан ліки та продукти.

## На Майдані
18 лютого зранку прибув до Києва, до 14:00 з ним був зв'язок, старша дочка розмовляла з ним по телефону. Після цього на дзвінки не відповідав. Близько 19:00 родина дізналась про загибель Володимира. При собі він мав права водія.
Молодша донька Володимира Кіщука народилась 2003 року. Найменша — Ольга з батьком на Майдані була раніше. За словами старшої дочки, Володимир передзвонив з Майдану і був дуже щасливий, бо відстоював права.
Володимир загинув 18 лютого одним з перших після сутичок біля Верховної Ради. Снайпер стріляв по натовпу з дахів, влучив пану Кіщуку в голову.

## Вшанування пам'яті
В останню дорогу Володимира Кіщука проводжали декілька сотень майданівців.
- 18 лютого 2015 року в смт. Димер на території Димерської гімназії було встановлено меморіальну дошку Володимиру Кіщуку[2].

### Нагороди
- Звання Герой України з удостоєнням ордена «Золота Зірка» (21 листопада 2014, посмертно) — за громадянську мужність, патріотизм, героїчне відстоювання конституційних засад демократії, прав і свобод людини, самовіддане служіння Українському народу, виявлені під час Революції гідності[3]
- Медаль «За жертовність і любов до України» (УПЦ КП, червень 2015) (посмертно)[4]